# 帕卢瓦伊
帕卢瓦伊（Paluvai），是印度喀拉拉邦Thrissur县的一个城镇。总人口7206（2001年）。

## 人口
该地2001年总人口7206人，其中男性3267人，女性3939人；0—6岁人口781人，其中男387人，女394人；识字率84.14%，其中男性为85.40%，女性为83.09%。